# Stavrodrómi (ort i Grekland, Nomós Serrón)
Stavrodrómi (Stavrodromi) är en ort i Grekland.   Den ligger i prefekturen Nomós Serrón och regionen Mellersta Makedonien, i den norra delen av landet, 400 km norr om huvudstaden Aten. Stavrodrómi ligger 67 meter över havet och antalet invånare är 151.
Terrängen runt Stavrodrómi är kuperad söderut, men norrut är den platt. Runt Stavrodrómi är det glesbefolkat, med 15 invånare per kvadratkilometer. Närmaste större samhälle är Irákleia, 19,9 km öster om Stavrodrómi. Omgivningarna runt Stavrodrómi är en mosaik av jordbruksmark och naturlig växtlighet.